# Талалай, Лев Борисович
Лев Борисович Талалай (1906, Барановичи — 1943) — еврейский советский поэт и педагог, автор сборников стихов на идише.

## Биография
Родился в еврейской крестьянской семье. Окончил среднюю школу в Минске, В 1926—1928 учился в еврейском педагогическом техникуме в Витебске. Затем до 1932 служил в Красной Армии. После демобилизации работал в газете «Юнгер арбайтер» («Молодой рабочий»), а примерно в 1937 преподавал русский язык и литературу в одной из минских школ.

Его первое стихотворение было опубликовано в «Дер юнгер арбайтер» («Молодой рабочий») в 1924. С этого момента его стихи и рассказы печатались в «Дер юнгер пионер», «Октябрь», «Штерн» (Минск); «Юнгвальд», «Эмес», «Пионер» и «Эйникайт» (Москва); «Ди ройте велт» и «Пролит» (Харьков).

Погиб в 1943 году.

## Произведения
- «Мой первый сноп» (1932)
- «На марше» (1940).